# エヴェルトン・カルドーソ・ダ・シウヴァ
エヴェルトン（Éverton）ことエヴェルトン・カルドーソ・ダ・シウヴァ（ポルトガル語: Éverton Cardoso da Silva、1989年3月26日 - ）は、ブラジルのサッカー選手。ポジションはMF。
Kリーグ時代の登録名はエヴェルトンC（ハングル: 에벨톤C）。

## クラブ歴
パラナ・クルーベの下部組織出身でトップチームに昇格。
2008年8月19日にデスポルチーヴォ・ブラジルからの期限付き移籍の形でCRフラメンゴに移籍。8月31日に移籍後初出場。2009年はクカ監督によって左ウイングバックとしてフアンの代わりに起用された時期もあった。同年はカンピオナート・ブラジレイロ・セリエAのアトレチコ・ミネイロ戦で得点とアシストを決めてこの試合の最優秀選手に選ばれた。
2010年1月にリーガMXのUANLティグレスに600万ユーロの移籍金で加入、この額は史上3番目の高値であった。しかし2011年1月にボタフォゴFRに1年の期限付き移籍。2012年はKリーグの水原三星ブルーウィングスに、2013年はアトレチコ・パラナエンセに期限付き移籍した。
2013年12月27日にフラメンゴへの再加入が発表された。2016年10月に彼はアラン・パトリキ、マルセロ・シリーノ、パラー、パウリーニョとともに過剰なパーティーをした所をメディアに報じられた。彼らはこのパーティーで呑んでいたビールの名前から「ボンジ・ダ・ステラ」（Bonde da Stella）と呼ばれるようになってしまい、5人全員が罰金を命じられた。なおパウリーニョに至っては翌シーズンに期限付き移籍の形で放出された。2017年2月3日に2019年まで契約を延長。7月5日にカンピオナート・ブラジレイロ・セリエA100試合出場を達成した。
2018年4月17日に350万ユーロでサンパウロFCに移籍、2021年6月30日までの契約を締結した。
2020年8月、グレミオFBPAへ移籍。

## 家族
弟のエベルトもサッカー選手。

## タイトル
フラメンゴ
- カンピオナート・カリオカ: 2009, 2014, 2017
- カンピオナート・ブラジレイロ・セリエA: 2009